# Martin Elmiger
Martin Elmiger (ur. 23 września 1978 w Hagendorn) – szwajcarski kolarz szosowy, zawodnik profesjonalnej grupy BMC Racing Team, olimpijczyk. W 2017 roku zakończył sportową karierę.
Największym sukcesem zawodnika jest zwycięstwo w wyścigu wieloetapowym Tour Down Under w 2007 roku oraz dwukrotne mistrzostwo Szwajcarii w indywidualnym wyścigu ze startu wspólnego.

## Najważniejsze osiągnięcia
2000
- 1. miejsce w Stausee-Rundfahrt Klingnau

2001
- 1. miejsce w mistrzostwach Szwajcarii (start wspólny)

2002
- 1. miejsce w Circuito de Getxo

2003
- 1. miejsce w Grosser Preis des Kantons Aargau

2005
- 1. miejsce na 1. etapie Volta a Catalunya (jazda druż. na czas)
- 1. miejsce w mistrzostwach Szwajcarii (start wspólny)

2007
- 1. miejsce w Tour Down Under
- 1. miejsce w Grand Prix d’Isbergues

2008
- 2. miejsce w mistrzostwach Szwajcarii (start wspólny)
- 3. miejsce w Tour de Picardie
  - 1. miejsce na 2. etapie

2010
- 1. miejsce w mistrzostwach Szwajcarii (start wspólny)
- 1. miejsce w Quatre jours de Dunkerque
  - 1. miejsce na 4. etapie
- 1. miejsce w Tour de la Somme

2013
- 1. miejsce w Tour du Limousin
  - 1. miejsce na 1. etapie
- 2. miejsce w mistrzostwach Szwajcarii (start wspólny)
- 2. miejsce w mistrzostwach Szwajcarii (jazda indywidualna na czas)
- 2. miejsce w Tour of Britain

2014
- 1. miejsce w mistrzostwach Szwajcarii (start wspólny)

2015
- 10. miejsce w Ronde van Vlaanderen
- 5. miejsce w Paryż-Roubaix